# Osaka Dome
Le Kyocera Dome Osaka (京セラドーム大阪) ou Osaka Dome (大阪ドーム) est un stade de baseball situé dans l'arrondissement Nishi-ku à Ōsaka au Japon. Il dispose d'une capacité de 36 477 places.

## Histoire
La construction du stade a débuté au mois de janvier 1992. Son inauguration s'est déroulée le 1er mars 1997. Le coût de la construction s'élève à 49,8 milliards de yens.
Au début de 1997, le stade était le quartier général des Buffalo de Kintetsu. En 2005, le stade est devenu la maison mère des Orix Buffaloes en raison de la fusion des Orix Blue Wave et des Buffalo de Kintetsu.

## Événements
Des concerts donnés par des artistes de stature mondiale comme Céline Dion, les Rolling Stones, les Eagles, Paul McCartney, David Bowie, Billy Joel, Madonna, Mariah Carey et L'Arc-en-Ciel ont eu lieu dans ce stade. La cérémonie des MAMA Awards 2022 s'y est tenue fin novembre 2022.

## Dimensions
- Left Field (champ gauche) - 100 mètres[3]
- Center Field (champ centre) - 122 mètres
- Right Field (champ droit) - 100 mètres

## Galerie

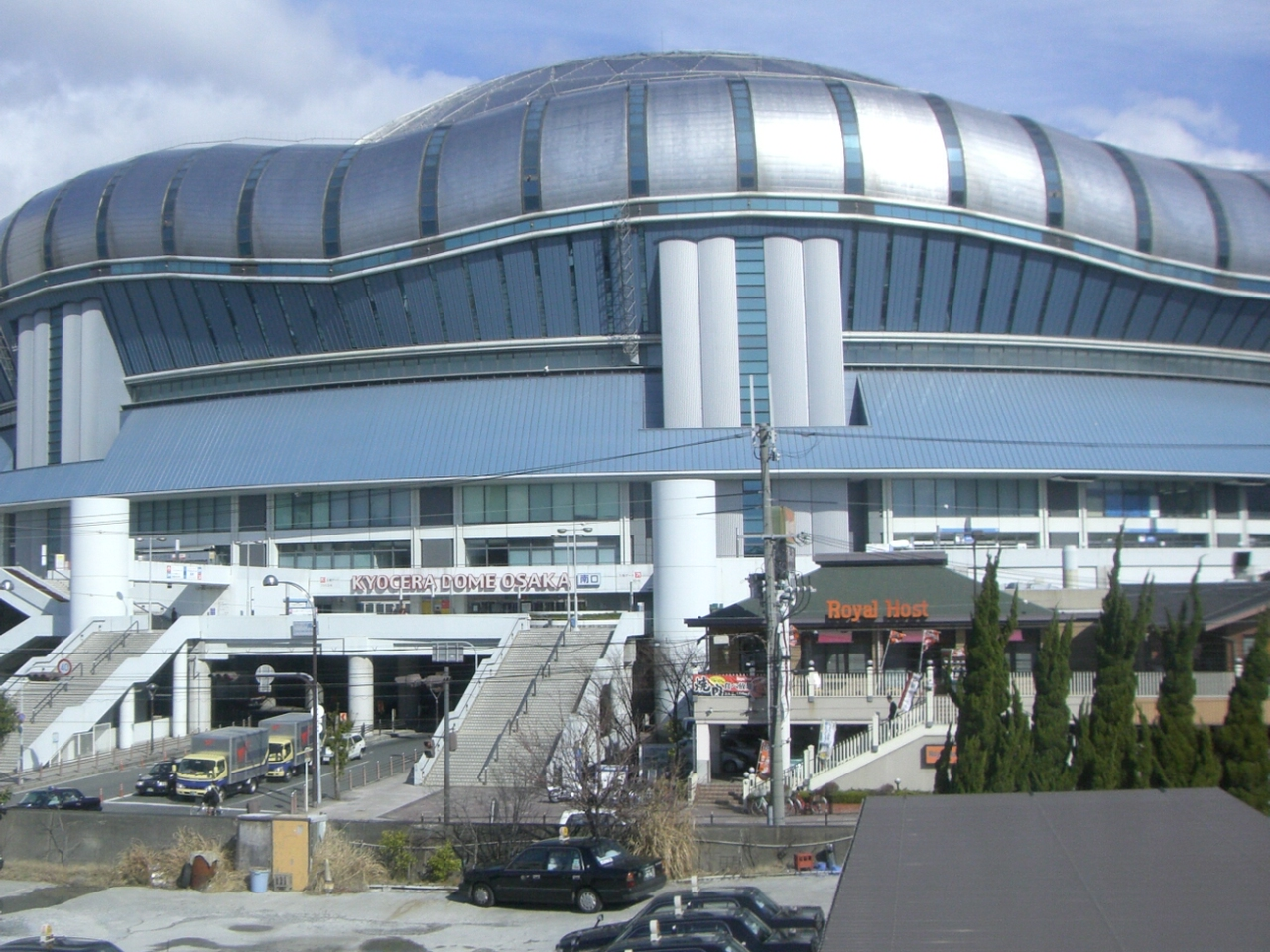
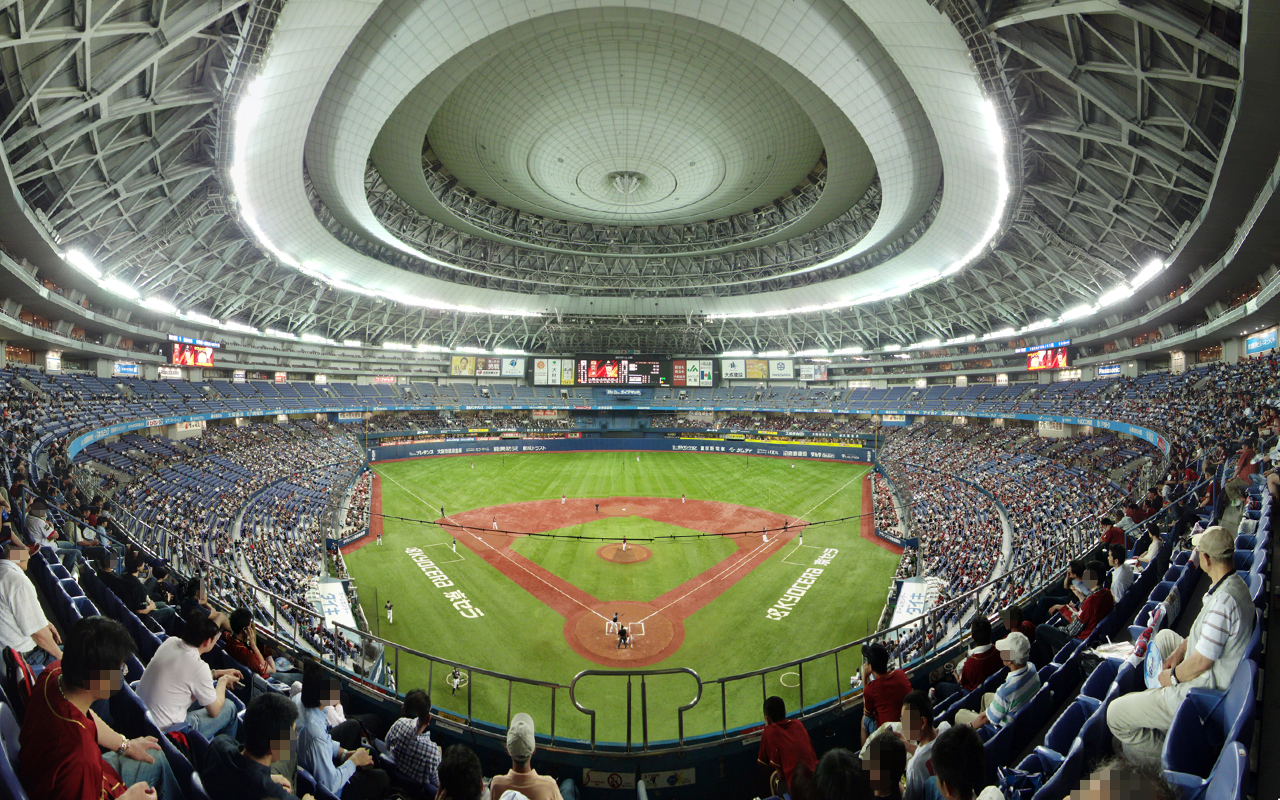
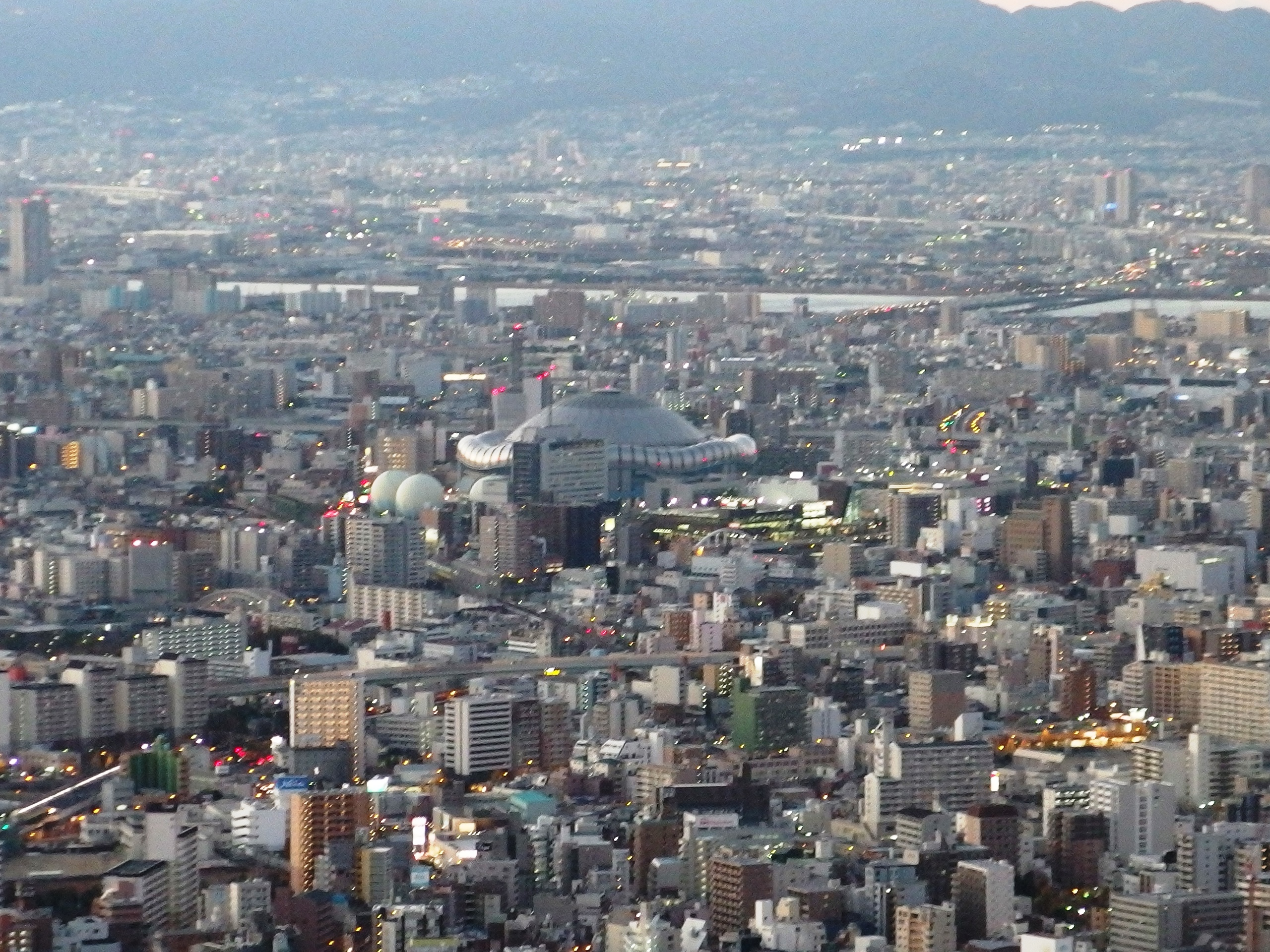

### Référence culturelle
Le dôme d'Osaka apparaît dans le manga Détective Conan dans le tome 19 ainsi que dans l'épisode 118 du dessin animé lorsque Heiji Hattori fait visiter la ville d'Osaka à Conan, Ran et Kogoro Mouri. 